# Битољско-прилепско поље
Битољско-прилепско поље (мкд. Битолско-Прилепско Поле), или Битољско-прилепска котлина (мкд. Битолско-Прилепска Котлина), је котлина у Северној Македонији, у Битољској области. Заузима површину од 1.212,5 km². Старији назив поља био је Пелагонија, а народ га сада најчешће назива само Поље (мкд. Поле). Котлина је са свих страна оивичена планинама, на западу је Баба са врхом Пелистер, на истоку Ниџе, Чуке, Висока и Борила, на сјеверу Бабуна, на југу Малко Ниџе у Грчкој.
Дно јој је равно, високо 550 до 700 m и нагнуто је ка југу, у коме правцу протиче Црна река и пробија се између Чука и Ниџе окуком на сјевер у планинску корутину Маријово. Јако продужена у меридијанском правцу, котлина је Тополчанском клисуром Црне реке скоро по средини подељена на Прилепско поље на сјеверу, и Битољско поље на југу. Ово ниже поље је права Пелагонија и језгро за Битољску (мкд. Битолска), област по народном веровању (В. Битољско). Блато је највећа река Прилепског поља и притока је Црне у коју утиче пред Тополчанском клисуром, док је Црна само ивична, долазећи из Железника са запада. У Битољском пољу Црна се разлива у баруштине. Пред излазом из котлине прима Сакулеву, чији је скоро цео слив, у јужном делу поља, прелази из Македоније у Грчку. Долином клисуре Црне у Морихову, изолована од Вардара и главне комуникације, котлина је са овом ипак спојена преслапима према Рајцу (Плетвар) и Бабуни (Присат). И према другим околним котлинама постоје лако проходни превоји, од којих је најважнији Дават, према Преспи, и Кизли-Дервен, према Острову, којим се користио још римски пут Via Egnatia, водећи преко Пелагоније. Стога је ова котлина средишња област за све околне крајеве, до Морихова, Бабуне, Кичева, Дебра, Охрида, а преко садашње државне границе до Корче (у Арбанији) и Острова (под Грцима). Интереси свих ових мањих околних области упућени су на ову котлину и с њоме чине целину.
Равно и добро натопљено, Битољско-прилепско поље врло је плодно и прави је земљораднички предео. Домаћинства су већином старија. Македонци православни: зову се Пољани (мкд. Полани). (1927. године, оп. Голија). Женска им се ношња одликује гломазношћу, једно одело тежи до 50 kg. Има и досељеника Срба, нарочито с планинског оквира котлине, затим од Морихова, Преспе, Охрида, као и избеглица са српских насеља од Корпе, Опари, Елбасана у Арбанији и Јањине у Епиру. (подаци су из 1927. године)